# Lhota u Skutče

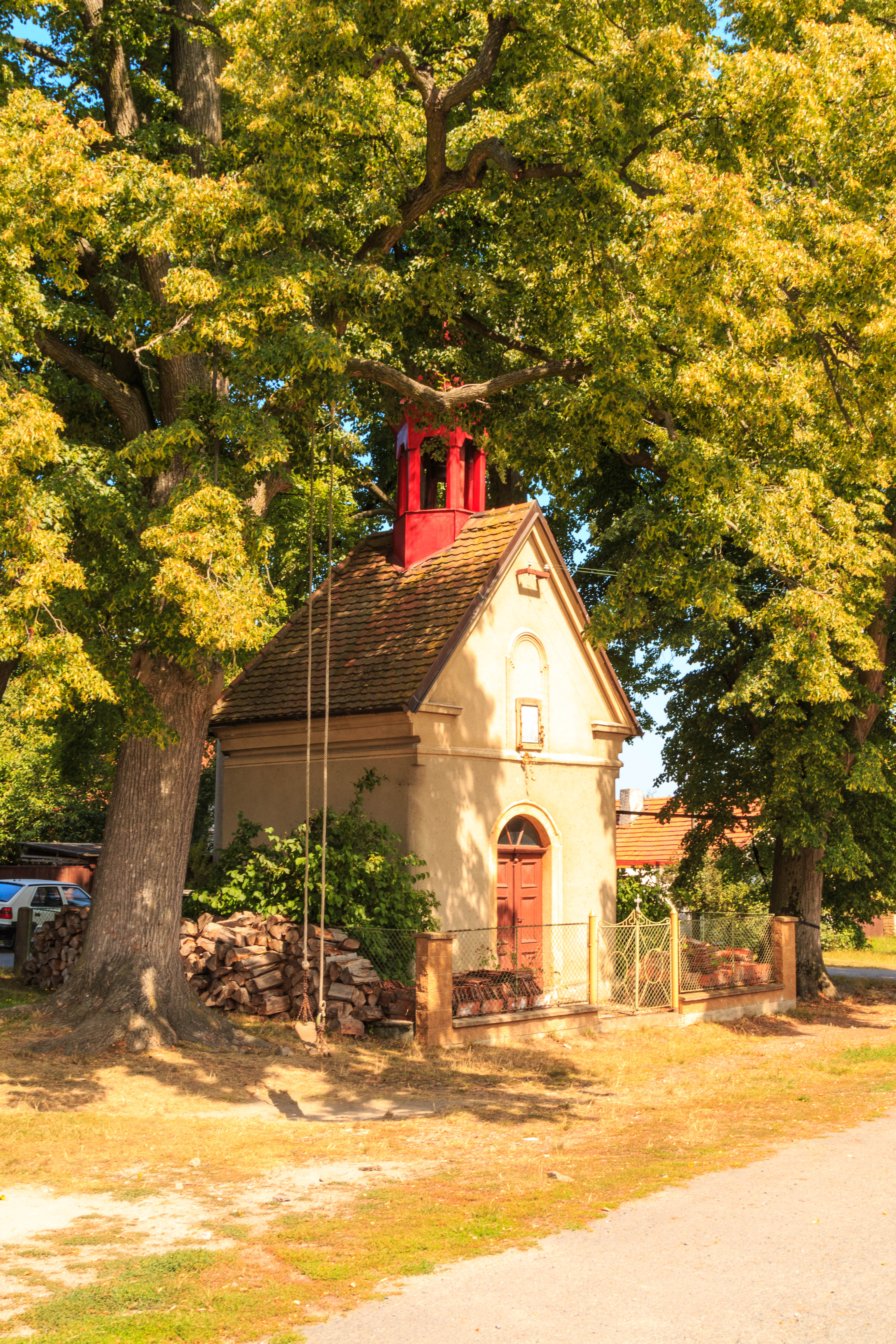
Kapelle St. Peter und Paul

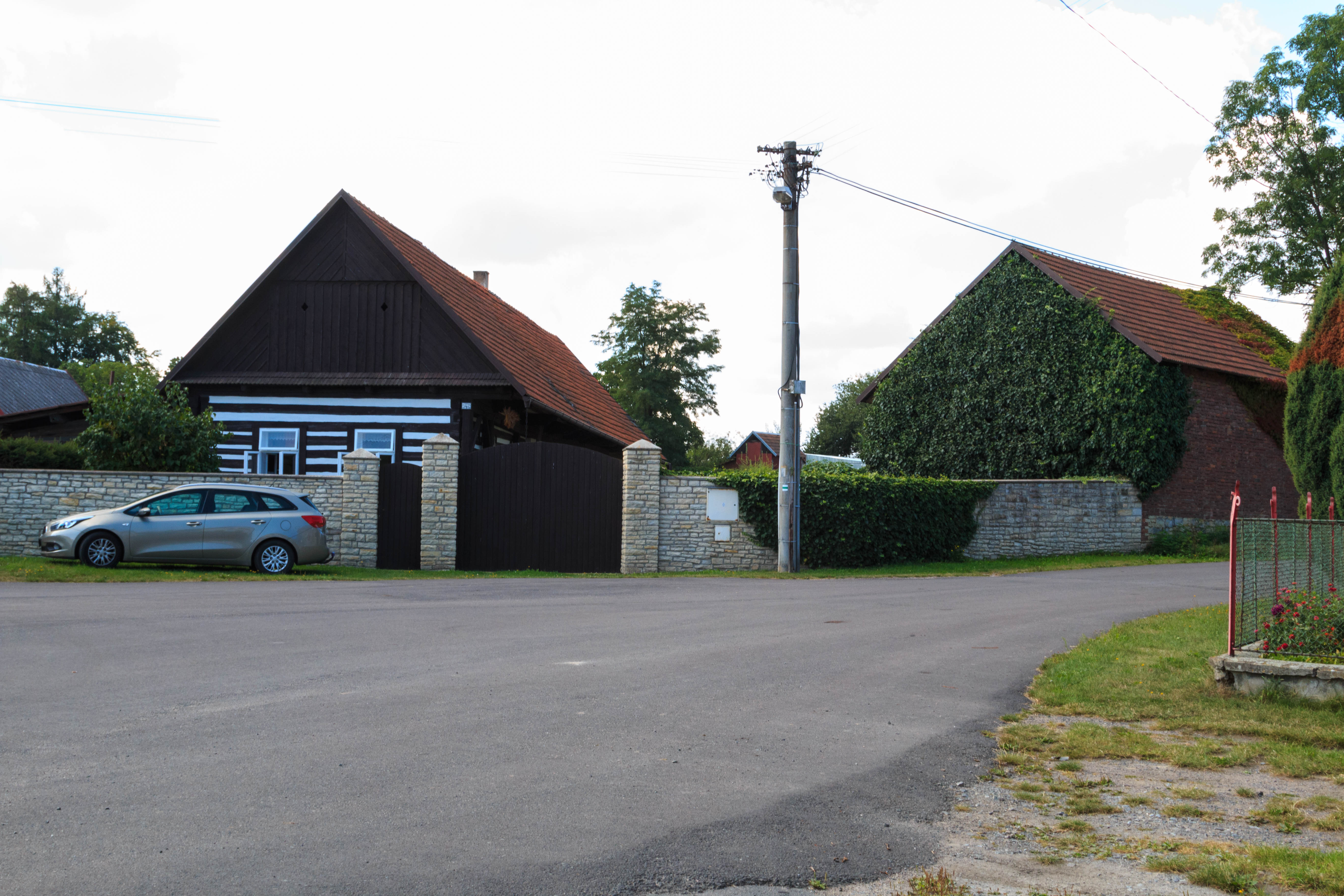
Haus Nr. 3

Lhota u Skutče (deutsch Lhota bei Skutsch) ist ein Ortsteil der Stadt Skuteč in Tschechien. Er liegt vier Kilometer nordöstlich von Skuteč und gehört zum Okres Chrudim.

## Geographie
Lhota u Skutče befindet sich linksseitig über dem Tal der Krounka (Richenburger Bach) in der Štěpánovská stupňovina (Stiepanower Stufenland bzw. Flözgebirge). Östlich erhebt sich der Zajany (455 m n.m.), im Südosten die Jedlina (465 m n.m.) und südwestlich die Heráně (453 m n.m.).
Nachbarorte sind Zdislav, Tišina und Janovičky im Norden, Doly, Rabouň und Brdo im Nordosten, Pod Lhotou, Chlum, Dolany und Střítež im Osten, Zadní Borek, Zhoř und Borek im Südosten, Oborský Mlýn und Předhradí im Süden, Lažany  und Zbožnov im Südwesten, Štěpánov und Nová Ves im Westen sowie Hroubovice und Bělá im Nordwesten.

## Geschichte
In der Frühzeit und dem Frühmittelalter bestanden auf den Hochflächen über den Tälern der Novohradka und der Krounka mehrere Burgstätten, die dem Schutz der Handelswege dienten. Das Dorf entstand wahrscheinlich in Fortsetzung der Befestigungen, der Ortsname zeugt davon, dass es nach dem Lhotensystem angelegt worden ist. Die erste urkundliche Erwähnung von Lhota erfolgte 1392 in der Landtafel, als Smil Flaška von Pardubitz die Richenburg mit den zugehörigen 62 Dörfern an Otto von Bergow und Boček II. von Podiebrad übergab.
Im Jahre 1835 bestand das im Chrudimer Kreis gelegene Rustikaldorf Lhota aus 29 Häusern, in denen 185 Personen lebten. Im Tal unterhalb von Lhota lagen drei Mühlen; die größte wurde Wobora genannt und bestand aus drei Häusern. Zu Lhota konskribiert war die aus 4 Häusern bestehende Rotte Hinter-Borek (Zadní Borek). In Lhota herrschte öfters Wassermangel. Die Bewohner lebten vom Feld- und Obstbau, außerdem wurden Steinbrüche betrieben. Pfarrort war Skutsch, Hinter-Borek war nach
Richenburg eingepfarrt. Bis zur Mitte des 19. Jahrhunderts blieb Lhota der Herrschaft Richenburg untertänig.
Nach der Aufhebung der Patrimonialherrschaften bildete Lhota ab 1849 einen Ortsteil der Gemeinde Štěpánov im Gerichtsbezirk Skutsch. 1850 zerstörte ein Großfeuer Teile des Dorfes, darunter auch die hölzerne Kapelle. Ab 1868 gehörte das Dorf zum politischen Bezirk Hohenmauth. 1869 hatte Lhota 217 Einwohner und bestand aus 34 Häusern. Ab den 1870er Jahren wurde das Dorf als Rychmburská Lhota bezeichnet. In den 1880er Jahren löste sich das Dorf von Štěpánov los und bildete eine eigene Gemeinde unter dem Namen Lhota u Skutče. Im Jahre 1900 lebten in Lhota u Skutče 211 Personen, 1910 waren es 190. 1930 hatte das Dorf 163 Einwohner. 1949 wurde Lhota u Skutče dem neu gebildeten Okres Hlinsko zugeordnet, seit 1961 gehört die Gemeinde zum Okres Chrudim. Der steinerne Brunnen auf dem Dorfplatz wurde 1954 zugeschüttet. Im Jahre 1960 erfolgte die Eingemeindung nach Zbožnov; am 1. Juli 1985 wurde Lhota u Skutče zusammen mit Zbožnov nach Skuteč eingemeindet. Beim Zensus von 2001 lebten in den 32 Häusern von Lhota u Skutče 68 Personen.

## Ortsgliederung
Zu Lhota u Skutče gehören die Einschichten Oborský Mlýn (Wobora) und Pod Lhotou.
Der Ortsteil bildet einen Katastralbezirk.

## Sehenswürdigkeiten
- Kapelle St. Peter und Paul, erbaut um 1870, sie wurde 1968 instand gesetzt
- Gezimmertes Haus Nr. 3 (Lacmanův dům), Kulturdenkmal
- Kreuz